# Reymond Amsalem

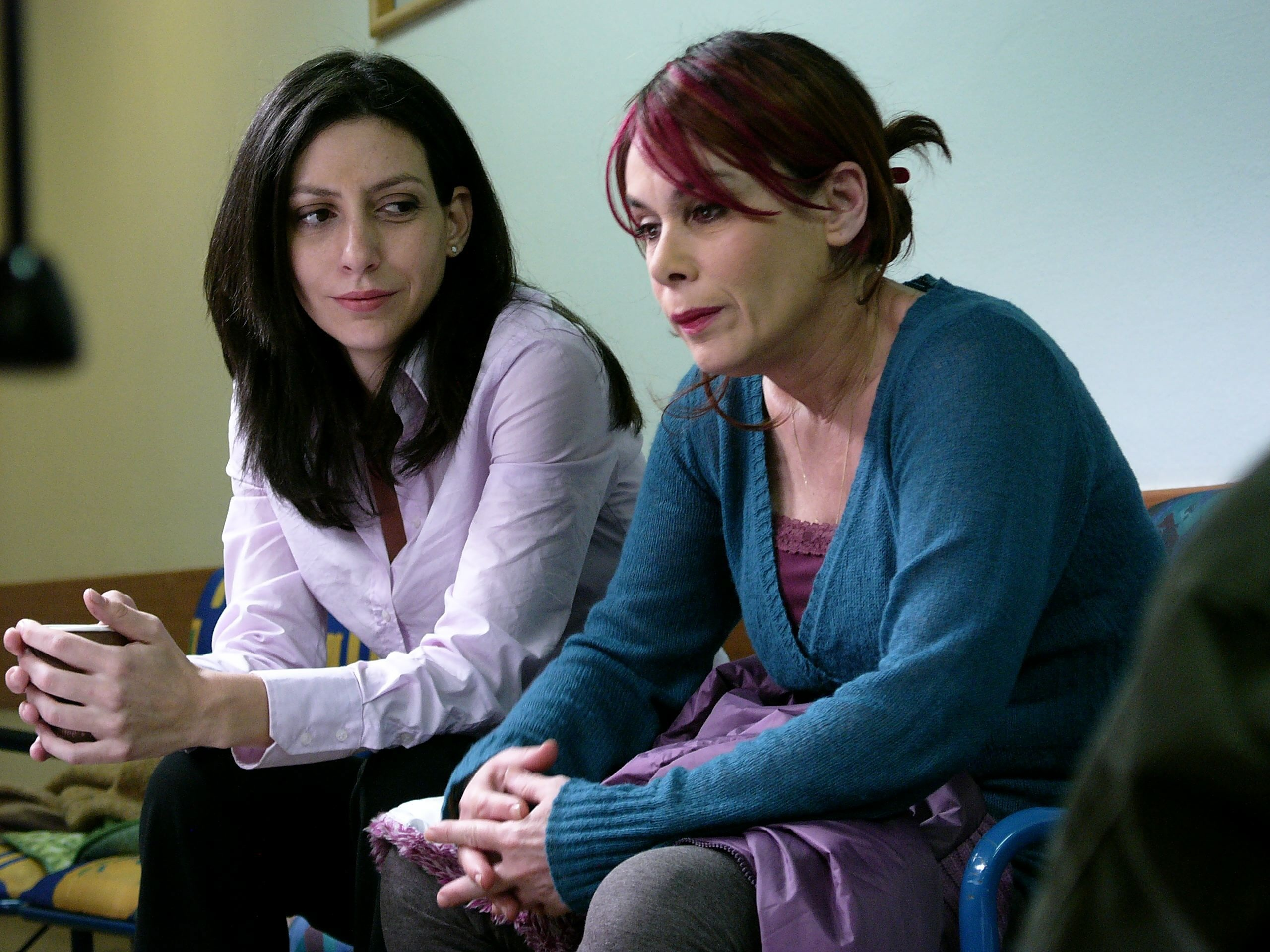
Reymond Amsalem (links) und Orly Silbersatz in Bein HaShmashot (2010)

Reymond Amsalem (hebräisch ריימונד אמסלם; * 19. Juli 1978 in Jerusalem) ist eine israelische Schauspielerin.

## Leben
Bereits während ihrer Schulzeit studierte sie Theater und Schauspiel an der Highschool Charles A. Smith (צ'ארלס א. סמית). Nach ihrem Militärdienst studierte sie an der Nissan Nativ Acting Studio Schauspiel. Größere Internationale Bekanntheit erlangte sie durch Filme wie Machtlos, Lebanon und Die Reise des Personalmanagers. Für Lebanon erhielt sie 2009 eine Nominierung des israelischen Filmpreises Ophir Award als Beste Nebendarstellerin, neben einer weiteren Nominierung für Sieben Minuten im Himmel als Beste Hauptdarstellerin. 2011 wurde sie für ihre Hauptrolle in My Lovely Sister als Beste Hauptdarstellerin ausgezeichnet.

## Filmografie (Auswahl)
- 2007: Machtlos (Rendition)
- 2008: Sieben Minuten im Himmel (Sheva dakot be gan eden)
- 2009: Lebanon (לבנון)
- 2009: Milch und Honig (Revivre, Miniserie, Episode 1x01)
- 2009: The Assassin Next Door – Zwei Frauen schlagen zurück (Kirot)
- 2010: Die Reise des Personalmanagers (שליחותו של הממונה על משאבי אנוש)
- 2011: My Lovely Sister
- 2015: Homeland (Fernsehserie, Episode 5x04)
- 2016: Die Geiseln (בני ערובה, Fernsehserie, 12 Episoden)
- 2018: Herzl's Susita
- 2019: Jarhead: Law of Return
- 2019: Timrot Ashan
- 2019: The Grave (Fernsehserie, 4 Episoden)
- 2019: The Spy (Fernsehserie, 4 Episoden)
- 2020: HaDavar HaGadol HaMeyuhad (Fernsehserie, 2 Episoden)
- 2021: HaBayit Berechov Fin
- 2021: Menagen VeShar (Fernsehserie, 3 Episoden)
- 2022: Silent Game
- 2022: Roses Gate
- 2022: Matchmaking
- 2022: Traitor (Fernsehserie, 8 Episoden)
- 2023: The Future
- 2023: Sheva Brachot
- 2024: Testament – Die Geschichte von Moses (Testament: The Story of Moses, Fernsehserie, 3 Episoden)
- 2024: Matchmaking 2

## Auszeichnungen
- 2009: Nominierung für einen Ophir Award als Beste Nebendarstellerin für ihre Rolle in Lebanon
- 2009: Nominierung für einen Ophir Award als Beste Hauptdarstellerin für ihre Rolle in Sieben Minuten im Himmel
- 2011: Auszeichnung mit einem Ophir Award als Beste Nebendarstellerin für ihre Rolle in My Lovely Sister
- 2023: Auszeichnung mit einem  Ophir Award als Beste Hauptdarstellerin für ihre Rolle in Sheva Brachot